# ممر العمالقة
ممر العمالقة (بالإنجليزية: Giant's Causeway) (ويعرف باسم Clochán an Aifir أو Clochán na bhFomhórach باللغة الأيرلندية وممر العمالقة في لهجات لغة Ulster-Scots) عبارة عن منطقة تتألف من 40000 تقريبًا من أعمدة البازلت المتداخلة، والناجمة عن ثوران بركاني قديم. ويقع في مقاطعة أنترم على الساحل الشمالي الشرقي من أيرلندا الشمالية، حيث يبعد ثلاثة أميال تقريبًا (4,8 كم) شمال شرق مدينة بوشميلز (Bushmills). وقد تم الإعلان عنه بوصفه أحد مواقع التراث العالمي بواسطة منظمة اليونسكو عام 1986، كما أدرج بوصفه محمية طبيعية وطنية عام 1987 من قبل وزارة البيئة في أيرلندا الشمالية. وفي عام 2005، وضمن استطلاع رأي أقامته راديو تايمز لقرائها، اختير ممر العمالقة بوصفه رابع أعظم العجائب الطبيعية في المملكة المتحدة. وتشكل قمم الأعمدة أحجارًا متدرجة تبدأ من السفح المنحدر وتختفي تحت سطح البحر. وتتخذ معظم هذه الأعمدة شكل سداسي أضلاع، على الرغم من أن بعضها الآخر ذو جوانب أربعة أو خمسة أو سبعة وقد تصل إلى ثمانية. ويبلغ طول أعلى الأعمدة حوالي 12 مترًا (39 قدمًا)، ويبلغ سمك الحمم المتجمدة في المنحدرات 28 مترًا في بعض الأماكن.
تعود ملكية ممر العمالقة اليوم وإدارته إلى منظمة الثقة الوطنية (National Trust) ويعد هذا الموقع السياحي هو الأكثر جذبًا وشعبية في أيرلندا الشمالية.

## معلومات تاريخية

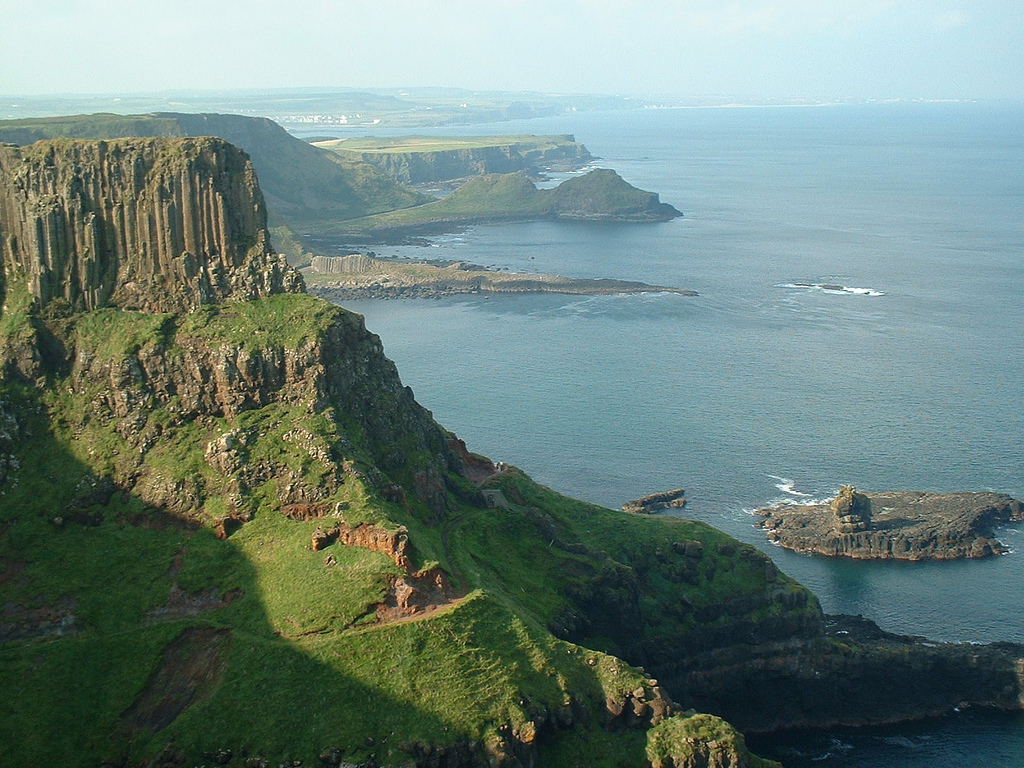
ساحل كوزواي، أنتريم، أيرلندا الشمالية. منظر باتجاه الغرب نحو جسر العمالقة

منذ حوالي 50 إلى 60 مليون عامًا، وخلال فترة باليوجين، تعرضت أنترم لنشاط بركاني مكثف، عندما دخل سائل البازلت شديد الانصهار من خلال شقوق الطبشور لتشكل هضبة واسعة من الحمم. ونظرًا لأن الحمم قد تعرضت للبرودة سريعًا، مما أحدث انكماشًا حراريًا. وتسبب الانكماش الأفقي في حدوث تشقق بطريقة مماثلة للطين الجاف، ومع انتشار التشققات إلى الأسفل في الوقت الذي تبرد فيه الكتلة، مما أسفر عن تكون بنية تشبه الأعمدة، والتي تشققت هي الأخرى في اتجاه أفقي مخلفة «رقائق» منها. وفي العديد من الحالات، تسبب التشقق الأفقي في وجود وجه سفلي محدب، بينما يكون الوجه العلوي للجزء السفلي مقعر، ليسفر عن تكون ما يطلق عليه المفصل «الكروي». ويتحدد حجم الأعمدة في المقام الأول بالسرعة التي تبرد بها الحمم المنبعثة من الثورات البركانية. أنتجت شبكة التشققات الواسعة الأعمدة المميزة التي نراها اليوم. وقد كانت أعمدة البازلت جزءًا من هضبة بركانية عظيمة تسمى هضبة ثوليان (Thulean) التي تشكلت خلال فترة باليوجين.

## الأسطورة

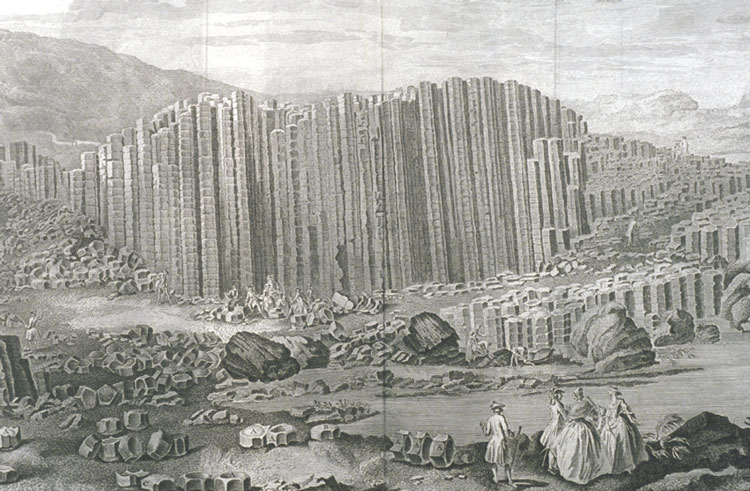
نقش لسوزانا دروري منظر لممر العمالقة: المشهد الشرقي

تنص الأسطورة على أن المحارب الأيرلندي فيون ماكول Fionn mac Cumhaill (Finn MacCool), هو من بَنى ممرًا (جسرًا) يمتد إلى اسكتلندا. وتقول إحدى روايات الأسطورة أن العملاق الإسكتلندي، بيناندونر، قد أعلن تحديه لفيون. وكان بيناندونر أضخم كثيرًا جدًا من فيون، ولذلك حاول فيون التفكير في مخرج. فطرحت زوجته أوناج (Oonagh) فكرة حاذقة. وعندما عبر بيناندونر الجسر بحثًا عنه، أخفته زوجته أوناج في زي طفل، وغطته في مهد. وعندما جاء بيناندونر، أخبرته أوناج أن فيون قد ذهب للتحطيب، ولكنه سوف يعود قريبًا. كما جعلته يرى «ابن فيون». وعندما رأى بيناندونر حجم الطفل، لم يكن لديه الرغبة في رؤية والده! فر بيناندونر مرتعبًا من المنزل، محطمًا الممر (الجسر) خلفه حتى لا يلحق به «فين ماكول» العملاق.[بحاجة لمصدر]
في حين أن رواية أخرى تقول أن أوناج قد رسمت على أحد الصخور لتصبح شبيهة بشريحة لحم وأعطتها لبيناندونر، بينما أعطت الطفل «فيون» شريحة لحم عادية. وعندما رأي بيناندونر الطفل قادرًا على تناولها بسهولة فر هاربًا، محطمًا الممر خلفه.[بحاجة لمصدر]
تتوافق أسطور «الممر» مع التاريخ الجيولوجي بقدر وجود تكوينات بازلتية مشابهة (جزء من تدفق الحمم القديم ذاته) في موقع كهف فينغال على جزيرة ستافا في اسكتلندا.

## السياحة
تم الإعلان عن اكتشاف ممر العمالقة في العالم بأسره عام 1693 بعد تقديم ورقة إلى الجمعية الملكية من السير ريتشارد بولكلي، زميل كلية الثالوث، دوبلين، على الرغم من أن مكتشفه كان، في الحقيقة، الأسقف ديري (Derry) الذي كان قد زار الموقع العام السابق. حظي الموقع باهتمام دولي عندما قامت فنانة دوبلين سوزانا دروري برسم لوحات مائية للموقع عام 1739; التي فازت بالجائزة الأولى من الجمعية الملكية بدوبلن عام 1740 وتم نقشها عام 1743. وفي عام 1765 ظهرت مقدمة حول الممر في المجلد 12 من الموسوعة الفرنسية، والتي كانت مدعومة بلوحات من أعمال دروري; كما ظهرت لوحة «المشهد الشرقي» نفسها في مجلد عام 1768 الخاص بالصفائح والذي نُشر من أجل الموسوعة. وفي تعليقه التوضيحي على الصفائح، اقترح الجيولوجي الفرنسي نيكولا ديماريه (Nicolas Desmarest), للمرة الأولى أثناء الطباعة، أن هذه التكوينات بركانية الأصل.

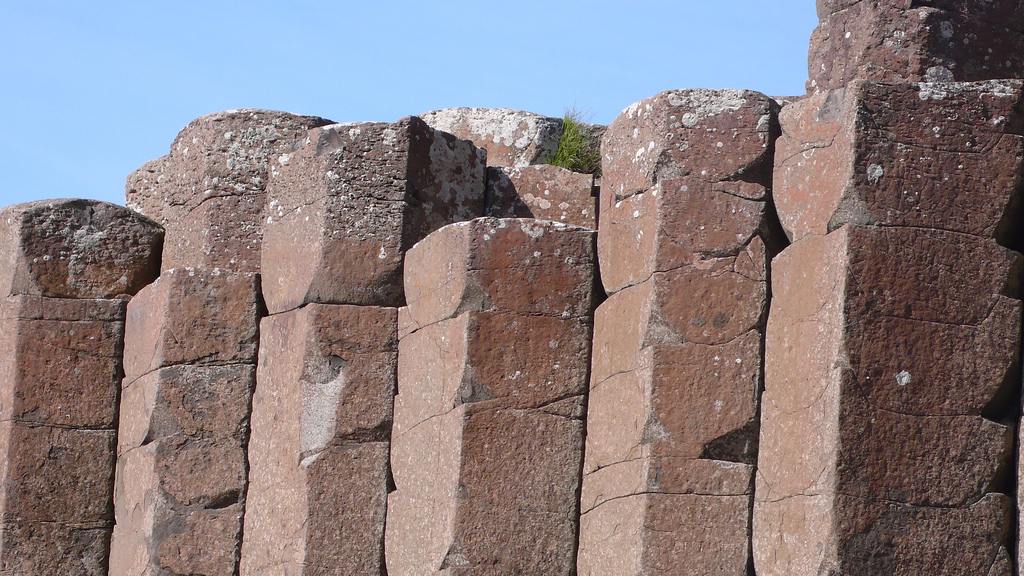
مواشير البازلت الحمراء

حظي الموقع بشعبية لدى السياح للمرة الأولى خلال القرن التاسع عشر، وخاصة بعد افتتاح ترام ممر العمالقة، ولم يكن حتى بعد أن تولى الصندوق الاستئماني الوطني رعاية المعلم في ستينيات القرن العشرين حتى تمت إزالة بعض البقايا التجارية. ويمكن للزوار المشي فوق أعمدة البازلت التي تقع على حافة البحر، وهو ممشى يمتد على بعد نصف ميل من مدخل الموقع.

### مركز الزائرين

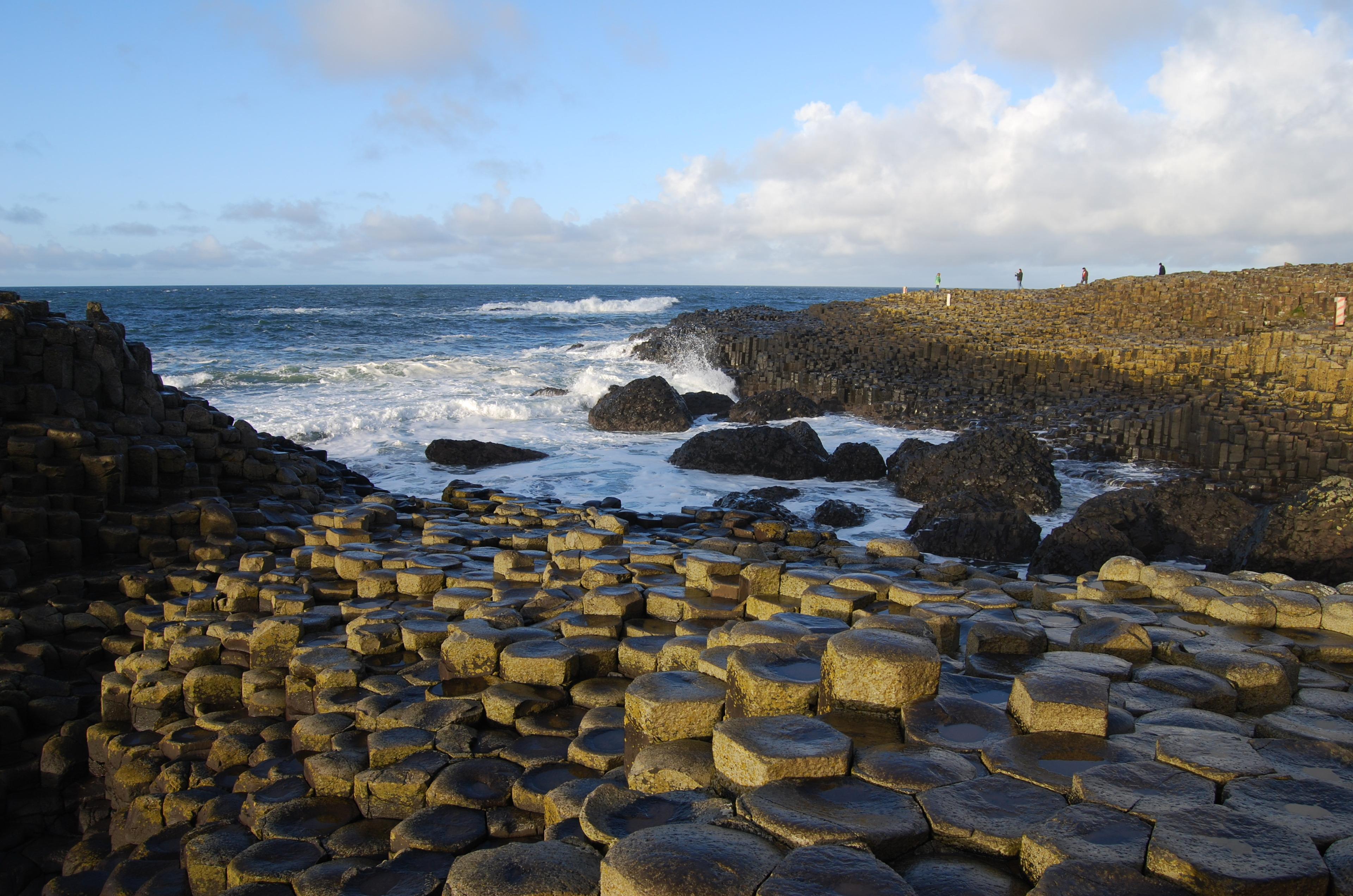
ممر العمالقة عند غروب الشمس

لم يكن الممر يتضمن مركزًا دائمًا للزوار في الفترة بين 2000 و2012، نظرًا لأن المبنى السابق كان قد احترق بالكامل عام 2000. وقد تم تخصيص بعض الأموال العامة لإنشاء مركز جديد، وفي أعقاب المسابقة الهندسية، قُبل اقتراح لبناء مركز جديد، صممه المهندس المعماري هينيغان بنغ (Heneghan Peng), والذي من المقرر أن يكون مقامًا على الأرض لتقليل تأثيره على المنظر الطبيعي. وقد حصل عرض ذو تمويل خاص على موافقة مبدئية عام 2007 من وزير البيئة وعضو DUP ارلين فوستر (Arlene Foster). ومع ذلك، تم تجميد الأموال العامة التي تم تخصيصها، نظرًا لوقوع خلاف حول العلاقة التي تربط المتعهد الخاص سيمور سويني (Seymour Sweeney) والحزب الاتحادي الديمقراطي. كما تم مناقشة ما إذا كان يجب منع القطاع الخاص من الاستفادة من الموقع - نظرًا لأهميته الثقافية والاقتصادية كما أنه مملوك بشكل كبير للصندوق الاستئماني الوطني. صوت مجلس كوليراين بورو ضد الخطط الخاصة وفي صالح مشروع التنمية العام، وبالمثل، أعرب مجلس منطقة مويل (Moyle) عن استيائه وأعطى الأرض التي كانت مركزًا سابقًا للزوار لصالح الصندوق الاستئماني الوطني. وهو ما منح الصندوق السيطرة على الممر والأراضي المحيطة به. وفي نهاية المطاف، أسقط السيد سويني طعنًا قانونيًا على الخطة التي تمولها الحكومة.
افتتح مركز الزوار الجديد رسميًا الوزير الأول بيتر روبنسون ونائب الوزير الأول مارتن ماك جينيس (Martin McGuinness) في يوليو 2012،  حيث جُمعت الأموال من الصندوق الوطني، ومجلس السياحة بأيرلندا الشمالية، وصندوق تراث اليانصيب (Heritage Lottery Fund) والهبات العامة.
ومنذ افتتاحه في يوليو 2012، حصل مركز الزوار الجديد على ردود فعل متباينة من الذين قاموا بزيارة الممر نظرًا لأسعاره وتصميمه ومحتوياته، وموقعه بين ممشى الممر المنحدر.
وكان هناك بعض الجدل الذي دار حول محتوى بعض المعروضات في مركز الزوار، والذي تضمن إشارات إلى آراء نظرية خلقية الأرض الفتية الخاصة بعمر الأرض. كانت هذه الإضافات محل ترحاب من قبل رئيس المجموعة الإنجيلية، ومؤسسة كالب (Caleb), والتي قدمت شكرها للصندوق الوطني لعمله مع المجموعة ووصفه للحركة بأنها «تحترم وتعترف بوجهات النظر البديلة.» وذكر بيان من الصندوق الاستئماني الوطني أن مناقشة آراء نظرية خلقية الأرض الفتية قد شكلت جزءًا صغيرًا فقط من المعرض وأن الصندوق «يقدم الدعم الكامل للتفسيرات العلمية لنشأة الصخور منذ 60 مليون عامًا.»

## الميزات البارزة
تشبه بعض الهياكل في المنطقة، نظرًا لتعرضها لعدة ملايين من السنين من تأثيرات الطقس، بعض الأغراض، مثل الأرغن والحذاء عالي الساق العملاق. وتشمل الميزات الأخرى العديد من الأعمدة الحمراء منخفضة الارتفاع بفعل عوامل الطقس، مثل عيون العمالقة, والتي تشكلت من إزاحة الصخور البازلتية; وخطوات الراعي; وقرص العسل; والقيثارة العملاقة; والمدخنة; وبوابة العملاق وحدبة الجمل.

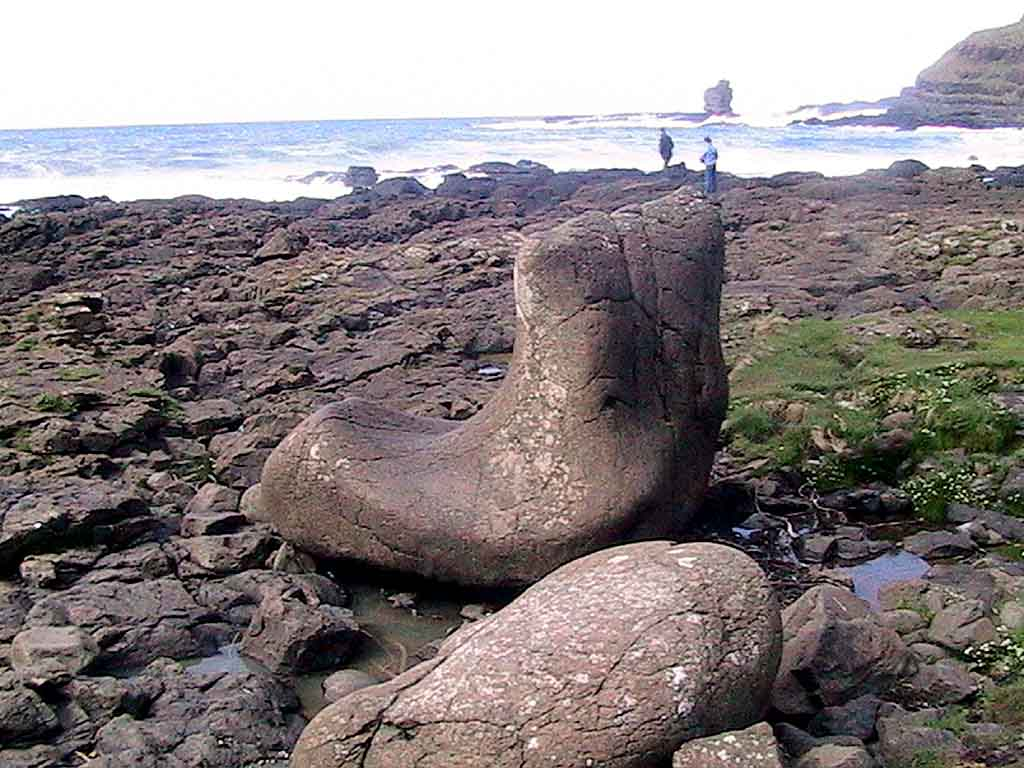
الحذاء عالي الساق العملاق
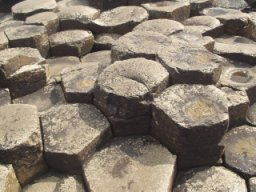
الأعمدة البازلتية
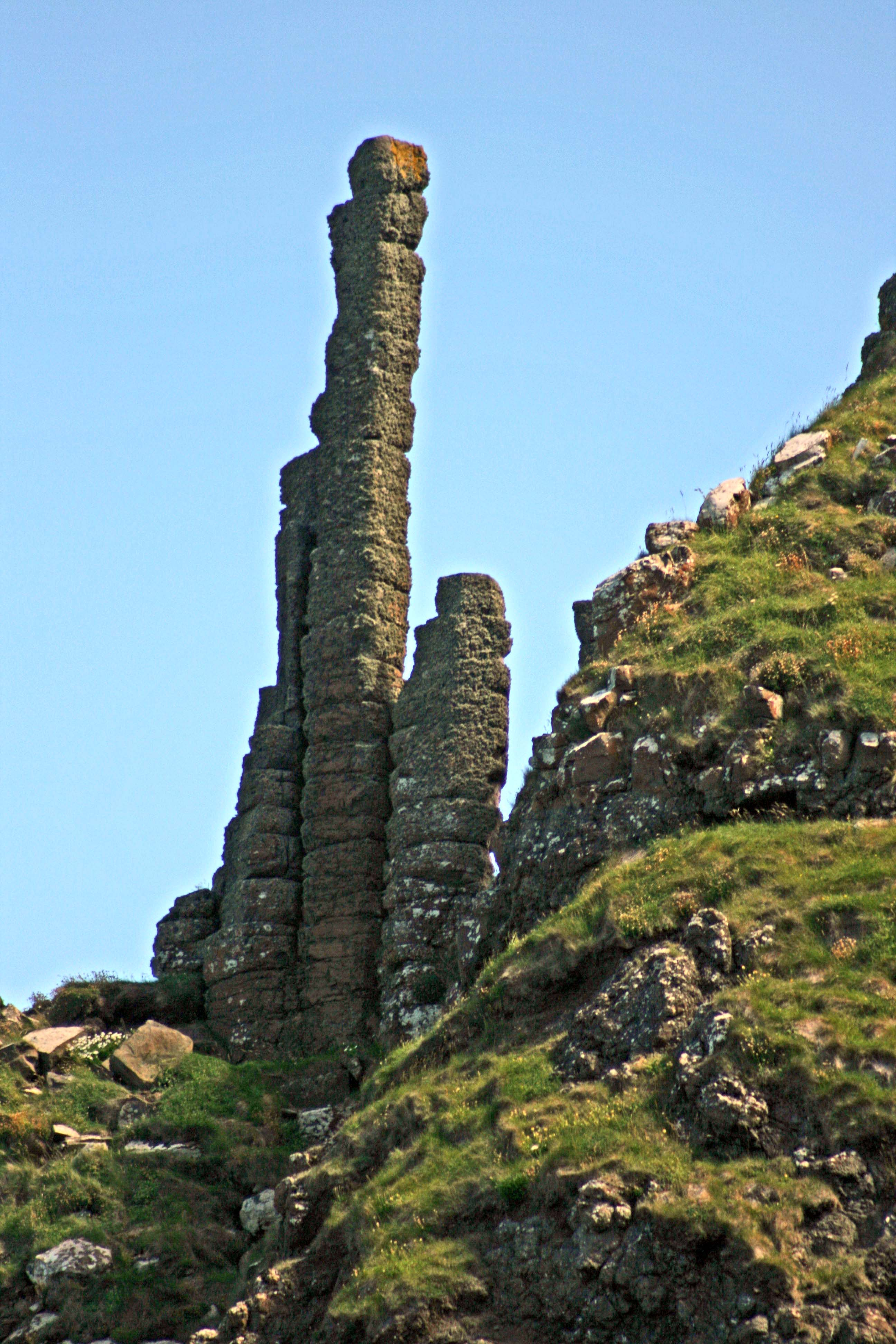
المداخن

## عالما الحيوان والنبات
تعد المنطقة ملاذًا لطيور البحر مثل الفلمار، وطائر النوء، والـغاقيات، وredshank guillemot وأبو موس، في حين أن تشكيلات الصخور المتكونة بفعل الطقس تحتوي عددًا من النباتات النادرة، وغير المعتادة منها نبات سبلينوورت البحر، وhare's foot trefoil وvernal squill وsea fescue وسحلبية الضفدع.
وقد تم الإبلاغ عن وجود مستعمرة استروماتوليت في ممر العمالقة في أكتوبر 2011 - وهو اكتشاف غير عادي نظرًا لأن مستعمرات استروماتوليت توجد في المياه الساخنة التي تحتوي على نسبة أملاح تتجاوز الموجودة في الممر.

## البنى المماثلة
على الرغم من أن الأعمدة البازلتية لممر العمالقة مثيرة للإعجاب، فإنها ليست فريدة من نوعها. إذ تعد أعمدة البازلت ميزة بركانية شائعة، كما أنها تحدث على مستويات متعددة (لأن التبريد الأسرع ينتج عنه أعمدة أصغر حجمًا).

## وصول السكك الحديدية
يرتبط خط السكك الحديدية بلفاست-ديري الذي تديره سكك حديد أيرلندا الشمالية بـ كوليراين مرورًا بـ الخط الفرعي كوليراين-بورتراش وحتى بورتراش. وتوفر شركة ألسترباس (Ulsterbus) المحلية وسائل المواصلات التي تنقل المسافرين إلى محطات السكك الحديدية. ويوجد ممشى يتألف من المناظر الخلابة ويمتد لـسبعة أميال من بورتراش بامتداد قلعة دونلون وممر العمالقة ومحطة سكة حديد بوشميلس.

## References and further reading
- Arnold, Bruce (2002). Irish Art: A Concise History. New York: Thames & Hudson. ISBN 0-500-20148-X
- Jagla، E. A.؛ Rojo، A. G. (2002). "Sequential fragmentation: the origin of columnar quasihexagonal patterns". Physical Review E. ج. 65 ع. 2: 026203. Bibcode:2002PhRvE..65b6203J. DOI:10.1103/PhysRevE.65.026203.
- Philip S. Watson (2000). The Giant's Causeway. O'Brien: Printing Press. مؤرشف من الأصل في 2022-05-21. {{استشهاد بكتاب}}: تجاهل المحلل الوسيط |الرقم المعياري= لأنه غير معروف، ويقترح استخدام |ردمك= (مساعدة)
- Deane, C. Douglas. 1983. The Ulster Countryside. Century Books. ISBN 0-903152-17-7.

## وصلات خارجية
- Giant's Causeway information at the National Trust
- Causeway Coast And Glens Tourism - Official Tourist Board visitor information for the Causeway and surrounding area
- Formation of basalt columns
- Landscapes Unlocked - Aerial footage from BBC Sky High series explaining the physical, social & economic geography of Northern Ireland
- Virtual-reality views from different vantage points